# Lomographa fidrata
Lomographa fidrata là một loài bướm đêm trong họ Geometridae.